# Marco Bollesan
 (août 2025).
Si vous disposez d'ouvrages ou d'articles de référence ou si vous connaissez des sites web de qualité traitant du thème abordé ici, merci de compléter l'article en donnant les références utiles à sa vérifiabilité et en les liant à la section « Notes et références ».

a Compétitions nationales et continentales officielles uniquement.

b Matchs officiels uniquement.
Marco Bollesan (né le 7 juillet 1941 à Chioggia et mort le 11 avril 2021 à Bogliasco) est un joueur italien de rugby à XV des années 1960-70, qui occupait le poste de troisième ligne.

## Biographie
Marco Bollesan déménage avec sa famille de Chioggia à Gênes où il commence à jouer avec le CUS Genova.
Il a honoré sa première cape internationale le 14 avril 1963 avec l'équipe d'Italie pour une défaite 14-12 contre la France à Grenoble.
Il joue avec la sélection nationale 47 rencontres dont 37 comme capitaine de 1963 à 1975.
En 1965 il quitte Gênes pour le Partenope Napoli, et il remporte le championnat italien.
Il retourne jouer avec le CUS Genova pendant trois saisons puis il rejoint le Rugby Brescia et il remporte un second championnat.
Il termine sa carrière de joueur tout en devenant entraîneur au club de l'Amatori Rugby Milan, il entraîne Livorno Rugby, puis Alghero Terra Sarda Rugby et également à plusieurs reprises le CUS Genova.
De 1985 à 1988 il est commissaire technique de l'Italie, avec l'objectif d'atteindre les quarts de finale de la Coupe du monde de rugby 1987.
En 2005, il est le manager de l'équipe d'Italie.
Le 7 mai 2015, en présence du président du Comité national olympique italien (CONI), Giovanni Malagò, a été inauguré  le Walk of Fame du sport italien dans le parc olympique du Foro Italico de Rome, le long de Viale delle Olimpiadi. 100 tuiles rapportent chronologiquement les noms des athlètes les plus représentatifs de l'histoire du sport italien. Sur chaque tuile figure le nom du sportif, le sport dans lequel il s'est distingué et le symbole du CONI. L'une de ces tuiles est dédiée à Marco Bollesan .
Marco Bollesan est mort à Bogliasco le 11 avril 2021 à l'âge de 79 ans.

## Parcours (joueur)

### Clubs successifs
- CUS Genova
- Partenope Napoli
- CUS Genova
- Rugby Brescia
- Amatori Rugby Milan

## Palmarès (joueur)

### Clubs
- Championnat d'Italie: 1965-1966 Partenope Napoli, 1974-1975 Rugby Brescia

### Sélection nationale
- 47 sélections avec l'Italie
- 37 fois capitaine
- 7 essais
- 24 points
- Sélections par année : 1 en 1963, 1 en 1964, 1 en 1965, 2 en 1966, 2 en 1967, 3 en 1968, 4 en 1969, 4 en 1970, 3 en 1971, 5 en 1972, 12 en 1973, 6 en 1974, 3 en 1975.